# Implante zigomático
Implante zigomático é um implante de titânio fixado no osso zigomático por um acesso intrabucal.
Esses implantes tem como função servir de ancoragem para próteses dentárias. Essa técnica quando bem empregada apresenta índices de sucesso acima de 90%. A indicação dos implantes zigomáticos obedece um rígido critério de aplicação, devendo a sua utilização restringir-se a casos específicos. O cirurgião com treinamento específico associado com um especialista em próteses e um radiologista experiente são os profissionais melhor qualificados para realizar o tratamento.
A utilização desses implante tem indicação específica em casos onde o osso maxilar apresenta-se severamente reabsorvido. No entanto uma avaliação se faz necessária obedecendo-se critérios rígidos.
A maior vantagem desta técnica é que o procedimento é realizado em apenas um tempo cirúrgico. Já quando se tem à necessidade de
enxerto ósseo prévio, é preciso dois tempos cirúrgicos, com um período de recuperação bem maior, adiando muito a conclusão do tratamento.
Um Implante zigomático pode ser feito em 3 dias, com uma recuperação rápida. Técnica de reabilitação oral.

## Fonte
Fonte: Reabilitando Maxilas Atróficas Edêntulas Sem Enxertos Ósseos - Migliorança, Reginaldo Mário e Cols